# ألفرد جاكسون (لاعب كرة قدم أمريكية)
ألفرد جاكسون (بالإنجليزية: Alfred Jackson)‏ هو لاعب كرة قدم أمريكية أمريكي، ولد في 3 أغسطس 1955 في كالدويل في الولايات المتحدة.

## وصلات خارجية
- ألفرد جاكسون على موقع مرجع كرة القدم المحترفة.كوم (الإنجليزية)